# USS Flint (CL-97)
USS Flint (CL-97) var en modifierad lätt kryssare av Atlanta-klass, ibland kallad "Oakland-klass". Hon var uppkallad efter staden Flint i Michigan. Hon sjösattes den 25 januari 1944 av Bethlehem Shipbuilding Corporation i San Francisco, Kalifornien och togs i bruk den 31 augusti 1944. Hon omklassificerades till CLAA-97 den 18 mars 1949.

## Tjänstgöring
Flint placerades i 3:e flottan och anlände till Ulithi den 27 december 1944 och sex dagar senare seglade hon med Task Force 38 (TF 38) för en månadslång kryssning till stöd för invasionen av Luzon. Hon eskorterade hangarfartyg när de anföll Luzon, Taiwan och den kinesiska kusten och gav luftvärnsskydd under en japansk kamikazeattack den 21 januari 1945. Flint bunkrade på Ulithi från den 26 januari till den 10 februari och seglade sedan med den nyligen utsedda TF 38 för flyganfall mot Tokyo före attacken mot Iwo Jima. Hennes styrka anlände till Iwo Jima den 21 februari för att ge luftvärnsskydd åt marinkårssoldaterna som hade landstigit två dagar tidigare, och Flint återvände till Ulithi den 12 mars för en kort bunkring under två dagar.
Flint gick till sjöss med TF 58 för anfall mot Kyūshū som förberedelse för invasionen av Okinawa och hjälpte till att skjuta ner flera flygplan i kraftiga attacker mot insatsstyrkan mellan den 18 och 22 mars. Flint och andra kryssare i styrkan besköt sedan Okinawa som förberedelse för landstigningen den 1 april. Bortsett från perioden 14-24 maj, då hon var vid Ulithi för underhåll, opererade Flint utanför Okinawa fram till 13 juni, då hon ankrade i Leytebukten.
Flint lämnade Leyte den 1 juli för att eskortera hangarfartygen under de sista flygattackerna mot de japanska öarna och för att delta i attackerna mot Honshus östkust fram till fientligheternas upphörande. Den 24 augusti tog hon plats utanför Nii Shima för att fungera som räddningsfartyg och målgångsstation för transportplan som förde ockupationstrupper till Japan. Från 10 till 15 september låg hon i Tokyobukten och seglade sedan med en hangarfartygsstyrka för att patrullera runt centrala Honshu fram till den 21 september.
Kryssaren seglade från Japan till Enewetak, lastade sedan hemresande soldater i Yokosuka den 13 oktober och förde dem till San Francisco den 28 november. Efter att ha seglat till Kwajalein för att hämta hem fler militärer som var berättigade till avsked, skickades Flint till Puget Sound Naval Shipyard, Bremerton, Washington, den 11 januari 1946, och där togs fartyget ur drift och placerades i reserv den 6 maj 1947.